# Garry Tallent
Garry Wayne Tallent (Detroit, Michigan, EUA, 27 d'octubre de 1949), de vegades citat com a Garry W. Tallent, és un músic i productor musical estatunidenc, conegut principalment per la seva llarga tasca com a baixista de la E Street Band de Bruce Springsteen.

## Biografia
Tallent va néixer a Detroit l'any 1949. al costat de la seva família i diversos parents, va anar mudant-se pel sud dels Estats Units fins que, finalment, el 1964, es van establir a Neptune City. Aleshores havia provat diversos instruments, com ara la flauta, el clarinet, el violí o el contrabaix. Amb la invasió musical britànica es va estendre la creença que tot grup necessitava un baix elèctric, de manera que el seu veí i amic Johnny Lyon li va prestar el seu perquè passés a utilitzar-lo en el grup on abans tocava la guitarra.
Finalment, va adquirir un Framus Star, que va aprendre a utilitzar practicant línies de baixistes notables com ara James Jamerson, Donald "Duck" Dunn, i Paul McCartney. Mentre treballava a la fàbrica de Danelectro, va començar a ser un habitual a l'escenari de l'UpStage Club d'Asbury Park, on acudien regularment Steve Van Zandt (Little Steven), Clarence Clemons i Danny Federici, futurs membres de la E Street Band, així com Bruce Springsteen. Aquest últim va formar un grup amb Little Steven al baix fins que, en canviar-se a la guitarra el 1971, recomana en Tallent per al lloc de baixista. Així, la definitiva E Street Band estaria disposada per gravar el seu primer disc amb Bruce Springsteen, Greetings from Asbury Park, N.J..
A més de la seva trajectòria com a músic amb Springsteen, Tallent ha treballat com a músic de sessió i productor amb multitud d'artistes, com Jim Lauderdale i Steve Forbert. Durant l'aturada d'activitat de l'E Street Band durant els anys 90, es va mudar a Nashville, on va obrir l'estudi de gravació Moondog i va participar en la fundació del segell discogràfic D'Ville Record Group.
Actualment, Tallent resideix a Whitefish (Montana).

## Estil musical
Garry Tallent té llibertat en treballar amb Bruce Springsteen. Aquest presenta les melodies amb veu i guitarra, i des d'aquí Tallent compon la seva part. Tot i que la primera inclinació és fer línies que tendeixen a la melodia, sosté que el paper del baix és crear un pont entre ritme i melodia, per la qual cosa crea línies seguint aquesta pauta.
Quant a la senzillesa de les línies, quan Vinnie Lopez, amb un estil molt actiu, era bateria a la E Street Band, Tallent tendia a crear línies de baix també d'aquesta manera, que a més no seguien de forma rígida el bombo. En canvi, en arribar Max Weinberg a la banda, les tendències van passar a ser més simples, seguint l'axioma  menys és més .

## Tècnica
Tallent sol tocar amb els dits, ja sigui alternant-ne dos o usant-ne només un, mentre que fa servir pua únicament per a determinades cançons. Amb els enregistraments d'Eddie Cochran com a influència, en utilitzar pua, silencia les cordes amb la mà esquerra i el palmell de la mà dreta.
En entrar a l'estudi amb Bruce Springsteen i adonar-se de com de depurada que era la tècnica dels altres músics, va decidir rebre classes de Jerry Jemmott, que li va ensenyar exercicis d'escalfament per a la mà dreta, per aconseguir una forma de tocar més ferma i consistent. Des de llavors, assaja amb un vúmetre, intentant que l'agulla es mantingui com més recta possible.